# Вертикальная ферма

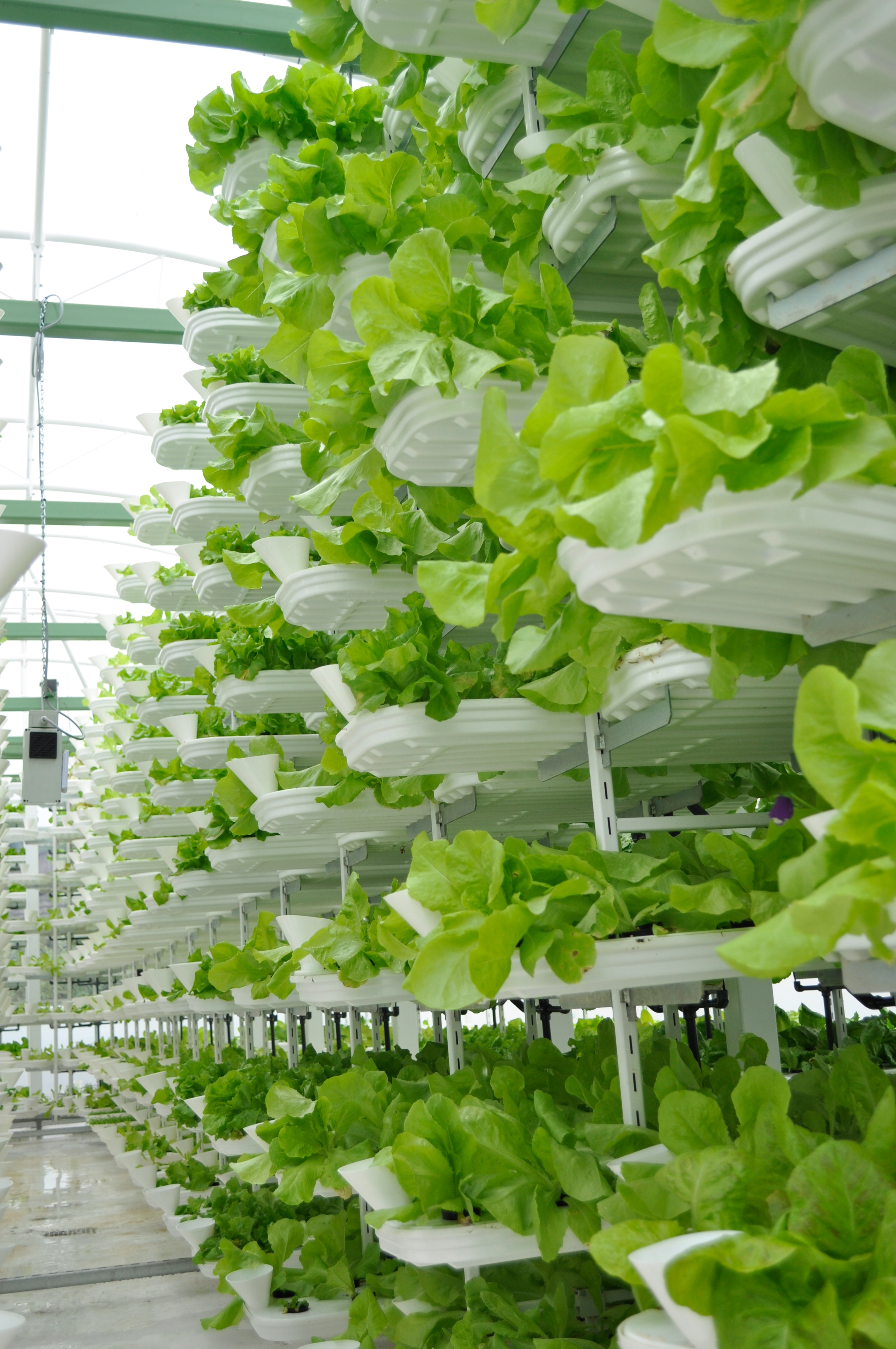
Салат латук на вертикальной ферме

Вертикальная ферма — обобщённое название высокоавтоматизированного агропромышленного комплекса для выращивания культурных растений методами гидропоники или аэропоники в закрытых помещениях внутри специально спроектированного или адаптированного для этого здания. Главными отличиями вертикальных агропроизводств от традиционных тепличных хозяйств являются многоярусное размещение насаждений и полностью контролируемый в закрытом помещении климат. Термин и идея принадлежат Диксону Деспоммье.
По состоянию на 2020 год в мире существует эквивалент около 30 га действующих вертикальных сельскохозугодий. Современное применение многоуровневых стеллажей в сочетании фитоосвещением на основе светодиодов, автоматизация ирригации и подачи удобрений, позволяют в 5 и более раз повысить урожайность с единицы площади на вертикальных фермах по сравнению с традиционными методами земледелия. Доклады Европейской комиссии и Всемирного фонда природы  признают бо́льшую экологическую безопасность вертикальных ферм по сравнению с тепличными агропроизводством.
Проекты вертикальных ферм заявляют следующие характеристики:
- стабильность урожая, который не зависит от природных условий;
- применение информационных технологий, в частности интернета вещей и машинного зрения для контроля и оптимизации роста урожая;
- применение систем сбора и очистки воды, позволяющих снизить водопотребление на 95 % относительно традиционных агропроизводств;
- повышенное потребление углекислого газа;
- замкнутый цикл вентиляции, очистка и ионизация воздуха в залах выращивания, позволяющий исключить возникновение вредителя и фитопатологий, использование пестицидов, гербицидов и инсектицидов;
- гибкая конструкция с возможностью лёгкого расширения производства;
- возможность размещения в черте городов, в перепрофилируемых объектах индустриальной инфраструктуры;
- энергетическая независимость (при использовании солнечной и ветровой энергии).

## История
Концепция вертикальной фермы была сформулирована  профессором Колумбийского университета Диксоном Деспоммье. В 1999 году он провел исследование, призванное подсчитать, какое количество растительной пищи можно произвести тепличным методом, используя в качестве площадей крыши нью-йоркских небоскребов. Аспиранты, проводившие работу, пришли к выводу, что такие фермы смогут прокормить только около 1000 человек. Не удовлетворенный результатами, Деспоммье постулировал возможность выращивать растения в помещении на нескольких вертикальных уровнях и предложил проект 30-этажной вертикальной фермы, оснащенной искусственным освещением, гидропонными и аэропонными стеллажами, которая смогла бы производить количество пищи достаточное для пропитания 50 000 человек. На верхних этажах  спроектированного им небоскреба планировалось выращивание около 100 видов фруктов и овощей, а на нижних — размещение птицефермы и аквариумов для промышленного производства рыбы, которое использовало бы отходы растениеводства как питание для рыб и птиц. Ферма-небоскреб Деспомье на сегодняшний день не построена, но она популяризировала идею вертикального земледелия и вдохновила многие последующие проекты.
Рост индустрии в 2000-2010 годах сдерживался высокими энергозатратами на фитоосвещение вертикальных ферм, коммерческие проекты не достигали рентабельности. Однако, в последующее десятилетие, рост эффективности светодиодного освещения и снижение цен на электроэнергию из возобновляемых источников сделали возможным коммерческое "вертикальное" производство салатных трав, овощей и ягод, а также появление разработчиков технологий и производителей оборудования для отрасли.
В период с 2014 по 2020 год cуммарно около 1,8 млрд долларов США было инвестировано в стартапы отрасли. Были созданы и в настоящее время существуют ряд специализированных отраслевых новостных изданий, а также международная Ассоциация вертикального фермерства со штаб-квартирой в Мюнхене, Германия.
Общий объем глобального рынка вертикальных ферм по данным Globe Newswire в 2020 году составил 3 млрд. долларов США, из которых наиболее значительными являются рынки США, Китая, Японии и Германии. На 2021, по оценкам Деспомье странами-лидерами по внедрению вертикальных ферм являются Япония (количество оценивается в сотнях), Тайвань (ок.150) и США (100-150),так же в последнее время появляются ягодные фермы. В том числе и в России начинаются эксперименты ягодных вертикальных ферм.  В ближайшие годы аналитиками прогнозируется  значительный рост объемов инвестиций и оборотов в отрасли.

## Основные типы вертикальных ферм
- Гидропонные (реже, аэропонные) агропроизводства, специализирующиеся на выращивание зелени, салатов, овощей, ягод, как правило располагающиеся в перепрофилифилированных торговых, складских, легкопромышленных помещениях;
- Аквапонные системы, сочетающие выращивание аквакультуры (рыбы или водных животных) и гидропонное выращивание растений;
- Помещения проращивания, позволяющие обеспечить высокий процент всхожести семян для предварительной подготовки рассады в крупных тепличных комплексах;
- Фермы контейнерного типа, перемещаемые с помощью грузового транспорта;
- Малообъёмные блоки доращивания, т. н. «кропперы», представляющие собой витрины для выращивания зелени на последней стадии дозревания, размещаемые в местах продаж.

## Экологические преимущества
Экологи отмечают потенциальный долгосрочный позитивный экологический эффект вертикальных ферм, при их массовом внедрении.  Отмечается что вертикальные фермы не загрязняют сточные воды и не требуют применения пестицидов, не приводят к эрозии почв, имеют существенно меньший выброс парниковых газов, таких как метан, азот и двуокись углерода. Полный контроль над процессом производства в т.ч. гигиенический контроль, сводит к минимуму вероятность патогенного загрязнения продукции и улучшает однородность, питательную ценность, вкус и срок хранения продукта.
На вертикальной ферме, благодаря контролируемому микроклимату и использованию замкнутого цикла ирригации значительно снижено потребление воды, что делает этот метод производства предпочтительным в регионах с ее дефицитом.
По мнению эколога и телеведущего сэра Дэвида Аттенборо, высказанного им в фильме Жизнь на нашей планете следует переносить производство растительной пищи в помещения внутри городов с целью сохранения биоразнообразия и вклада в устойчивое развитие на фоне роста населения планеты.
Мы можем производить пищу в новых условиях в помещениях в границах городов. Изменив свой подход к ферме, мы можем вернуть территории которые захватывали для сельского хозяйства. А это важно, поскольку нам жизненно необходимо как можно больше свободных земель.Аттенборо, Дэвид
По мнению Диксона Деспомье каждая единица площади выращивания на вертикальной ферме позволит освободить от 10 до 20 единиц земли той же площади в настоящее время занятой под сельское хозяйство.

## Кулинарная спелость продукции
Вертикальные фермы обычно строятся в городах или в непосредственной близости от них, что позволяет максимально сократить время между сбором урожая и его продажей. Продукция вертикальных ферм, таким образом, может быть получена массовым потребителем на пике спелости, и исключает необходимость дозаривания, обработки этиленом или другими химреагентами, как это обыкновенно происходит в случае с массовой продукцией растениеводства.  Предполагается, что такой подход способен решить проблему «безвкусных» продуктов промышленного растениеводства, обеспечив массового потребителя овощами полностью зрелыми, а не на стадиях «съемной», «технической» или «потребительской» спелости.

## Экономическая целесообразность
Невероятно эффективное использование площади, как основное достоинство, противопоставляется высокому энергопотреблению, как основному недостатку вертикальных ферм. Отмечается, что производство на вертикальной ферме приблизительно в десять раз более эффективно, чем в теплицах и в сто раз более эффективно, чем в открытом поле, но  высокие энергозатраты вертикального земледелия осложняют его конкуренцию с земледелием традиционным.
Пропоненты вертикальных ферм ссылаются на закон Хайтса, согласно которому падение стоимости светодиодного люмена пропорционально росту его эффективности. Количество фотосинтетически активной радиации современных фитоламп за десятилетний период c 2008-го по 2018 год выросло более чем в три раза. При этом цены на осветительное оборудование на основе светодиодов продолжают снижаться. Согласно отчету Европейской комиссии рынок фитоосвещения в ближайшие годы будет существенно расти на фоне перехода от «эры теплиц» к «эре вертикальных ферм».
Другие исследователи считают, что относительная экономическая рентабельность вертикальных ферм напрямую зависит от климатических условий, в которых расположены сравниваемые агропроизводства, и предпринимают попытки обозначить географические регионы в которых замена тепличного производства на вертикальную ферму оправдана.  Однако детального сравнения затрат, которое бы включало операционные и транспортные, затраты на отопление и освещение, стоимость удобрений и средств обработки защиты растений и почвы, технического обслуживания, утилизации и переработки расходных материалов с учетом использования энергии как возобновляемых, так и не возобновляемых ресурсов, и возможности их рекуперации, на данный момент не проводилось.